# Brives-Charensac
Brives-Charensac là một xã thuộc tỉnh Haute-Loire nam trung bộ nước Pháp. Xã Brives-Charensac nằm ở khu vực có độ cao trung bình 607 mét trên mực nước biển.